# 달샤벳
달샤벳(Dal★Shabet)은 2011년 1월 4일에 데뷔한 대한민국-일본의 4인조 걸 그룹으로, 해피페이스 엔터테인먼트 소속이었다. 그룹명은 '달콤한 샤베트'(Sweet Shabet)라는 의미를 가지고 있다. 이 이름은 동화작가 백희나의 동화책 이름 달 샤베트를 도용하였다는 논란이 있었고, 네티즌들은 다음 아고라에 아이들을 위한 동화책을 걸그룹 이름으로 사용하는데 반대하는 청원을 벌이기도 하였다.
2011년 1월 4일 첫 번째 EP 앨범 Supa Dupa Diva를 발매하였고, 1월 6일 엠카운트다운으로 데뷔하였다. 이후 EP 앨범 Pink Rocket (2011), Bling Bling (2011), Hit U (2012)를 차례로 발매해 활동했다. 2012년 5월 24일 멤버 백다은이 탈퇴하고 새 멤버 배우희를 영입해 6월 6일 첫 정규 앨범 BANG BANG을 발매하였다. 이후 EP 앨범 《있기 없기》(2012), Be Ambitious(2013), B.B.B(2014), Joker(2015)를 발매하였다. 2015년 12월 9일 멤버 지율, 조가은이 탈퇴하여 4인조로 재편성하였다. 2016년 1월 5일 미니앨범 9집 《Naturalness》(2016)를 발매하였다. 2016년 9월 29일 미니앨범 10집 《FRI.SAT.SUN》(2016년)를 발매했으나, 2017년 12월 14일에 세리, 조아영, 수빈이 계약 만료. 2022년 12월 31일에 배우희가 계약 만료로 인하여 그룹이 해체되었다.

## 활동

### 데뷔 전
2010년 12월 10일 작곡가 이트라이브가 극비리에 걸 그룹을 프로듀싱한다는 것이 알려지면서 달샤벳이 처음으로 언론에 공개되었다. 소속사 해피페이스엔터테인먼트는 이트라이브가 앨범의 모든 곡에 작사, 작곡을 맡았으며, 이트라이브가 제작한다는 이유만으로 해외의 음반사에서 제의가 있었다고 밝혔다. 달샤벳은 '제 2의 소녀시대'라 불리며 주목을 받았으며, 데뷔 전부터 여러 포털사이트에서 실시간 검색어 1위를 하는 등 네티즌들의 관심을 받았다.
12월 29일 멤버들의 사진과 프로필이 공개되었으며, 2010년 12월 31일에는 티저가 공개되었다.

### 2011:데뷔와 Supa Dupa Diva, Pink Rocket, Bling Bling
1월 4일 데뷔 음반이자 첫 번째 EP 음반 Supa Dupa Diva가 발매되었다. Supa Dupa Diva는 뮤직뱅크 K-Chart 최고 순위 5위에 들었다.
2011년 4월 14일 미니앨범 2집 Pink Rocket을 발매하며 컴백하였다.
2011년 8월 11일 달샤벳은 미니앨범 3집 Bling Bling을 발매하며 컴백하였는데, 의상이 선정적이라는 논란도 있었다. 타이틀곡 Bling Bling은 인기가요 뮤티즌송 후보인 Take 7에 드는 등 나쁘지 않은 성과를 가져왔다.

### 2012:Hit U, 멤버교체와 정규 1집 Bang Bang, 있기없기
2012년 1월 27일, 미니앨범 4집 Hit U가 발매되었다. 달샤벳이 처음 시도하는 강한 컨셉이었다. 1월 26일에 뮤비를 먼저 공개했고 엠카운트다운에서 컴백 무대를 가졌다. 컴백무대엔 타이틀곡 Hit u 뿐만 아니라 수록곡인 Fire it up도 짧게 공개되었다.Hit U는 가온 앨범차트에서 주간 1위를 차지했다.
2012년 5월 24일, 당시 리더였던 멤버 비키가 솔로 전향을 위해 팀을 탈퇴했고(현재 '리더'는 세리), 새로운 멤버 우희가 소개되었다. 그리고 6월 6일에 달샤벳의 첫 번째 정규앨범 BANG BANG이 발매됐다. 타이틀곡은 이트라이브가 작곡한 Mr.BangBang 이었고 그외 수록곡들은 예전과는 달리 여러 작곡가들이 작곡에 참여했다. 달샤벳은 7월 28일 MBC 쇼음악중심에서 타이틀곡 Mr.BangBang의 마지막 방송을 하며 첫 정규앨범 활동을 마무리했다.
2012년 11월 13일, 미니앨범 5집 있기없기를 발매하여 타이틀곡 있기없기로 활동하였다.

### 2013-14:Be Ambitous, B.B.B, 개인 활동
2013년 6월 20일에 미니앨범 6집 Be Ambitious가 발매되었는데, 타이틀 내 다리를 봐의 안무와 의상이 선정성 논란에 휘말렸으나 뮤직뱅크 10위권 안에 들었다.
2014년 1월 8일 미니앨범 7집 B.B.B (Big Baby Baby)가 발매되 작곡가 신사동 호랭이가 작곡한 타이틀곡 B.B.B(Big Baby Baby)로 활동하였다. 앞서 내다리를 봐 활동과는 달리 노출없는 의상이지만, 파격적인 안무로 나름 큰 인기를 얻었다.
그리고 이 밖에 밑에 텔레비전 활동 안에는 따로 언급되지 않았지만 그 밖에 해피투게더 시즌3, 세대공감 토요일(현재 종영됨), 비타민, 위기탈출 넘버원, 출발 드림팀 시즌2(이상 KBS), 세바퀴, 황금어장 라디오스타, 도전천곡(현재 종영됨, SBS) 등의 다양한 프로그램에 출연한 적이 있다.

### 2015: Joker is Alive, 멤버 '지율, 가은' 탈퇴
2014년 수빈의 사고로 미루어진 달샤벳의 컴백이 2015년 4월달로 확정되었다.
2015년 4월 9일날 첫번째 티저가 공개되었고, 4월 12일날 두번째 티저가 공개되었다.
두번째 티저는 신체의 은밀한 부위에 손을 갖다대는 듯한 안무 동작으로 마무리가 되는데 이로 인해 선정성 논란이 제기 되었지만 이것은 사실 이 다음에 공개된 뮤비에 비하면 아무것도 아니었다. 15일에 공개된 뮤비는 티저와는 비교할 수 없을만큼 다소 도발적이고 파격적인 높은 수위의 안무를 선보임으로써 선정성 논란에 제대로 불을 지폈다. 4월 15일 앨범이 발매되었지만 KBS 심의에 걸려서 컴백무대를 치르지 못했다. 하지만 4월 17일날 엠카운트다운에서 컴백무대를 치러서 화제가 되었다. 그렇지만 타이틀곡 Joker와 수록곡 I'm not이 KBS로부터 부적격 판정을 받은 이후에 문제가 되는 가사를 수정해 곧바로 재심의를 요청했고 현재는 적격 판정이 난 상태이다. 그리고 이번 8집 미니앨범(JOKER IS ALIVE)은 데뷔 5년차를 맞이한 달샤벳에게는 남다른 의미가 있는 앨범이다. 멤버 중에 막내 수빈이 2011년 데뷔 이후 처음으로 앨범 전곡의 작사, 작곡, 편곡에 참여했을 뿐만 아니라 해당 앨범의 프로듀싱까지 맡은 앨범이기 때문이다. 그리고 달샤벳은 활동중 최초로 8집 미니앨범(JOKER IS ALIVE) 발매 6일 만에 타이틀곡 'JOKER'로 SBS MTV의 더 쇼(시즌4)(2015년 4월 21일자 방송)라는 가요 프로그램에 1위후보에 올랐다. 하지만 아쉽게도 1위 등극에는 실패했고 다음을 기약하게 되었다.
2015년 12월 9일, 달샤벳의 소속사 해피페이스 엔터테인먼트는 멤버 지율, 가은이 계약기간 만료와 함께 탈퇴한다고 밝혔다.
이어 지율은 연기분야, 가은은 패션,스타일분야로 전향한다고 전했다.
이로써 팀을 4인조로 재편하게 되었다.

### 2016: Naturalness
1월 5일 9개월만에 미니앨범 9집 타이틀곡 '너 같은'으로 쇼케이스에서 최초 컴백하였다.

### 2017 ~ 2018: 소속사 계약만료와 해체
그룹 달샤벳 세리, 아영, 수빈 이 소속사 해피페이스 엔터테인먼트와의 전속계약이 만료되면서 해체하고 새로운 도전을 하고있다. 1년뒤 우희도 전속계약이 만료 되었다.

## 이전 구성원
| 이름   | 소개 |
| ------ | --- |
| 세리   | - 본명 : 박미연 - 생년월일 : 1990년 9월 16일(34세) - 출생지 : 대한민국 서울특별시 - 학력 : 동덕여자대학교 방송연예과 - 활동기간 : 2011년 1월 6일 ~ 2018년 12월 5일                          |
| 조아영 | - 본명 : 조자영 - 생년월일 : 1991년 5월 26일(33세) - 출생지 : 대한민국 서울특별시 - 학력 : 동덕여자대학교 방송연예과 - 활동기간 : 2011년 1월 6일 ~ 2018년 12월 5일                          |
| 배우희 | - 본명 : 배우희 (裵優熙) - 생년월일 : 1991년 11월 21일(33세) - 출생지 : 대한민국 부산광역시 - 학력 : 동아방송예술대학 방송연예과 - 활동기간 : 2012년 6월 5일 ~ 2018년 12월 5일              |
| 수빈   | - 본명 : 박수빈(朴秀彬) - 생년월일 : 1994년 2월 12일(31세) - 출생지 : 대한민국 광주광역시 - 학력 : 건국대학교 영화과 - 활동기간 : 2011년 1월 6일 ~ 2018년 12월 5일                          |
| 백다은 | - 이름 : 강은혜 - 생년월일: 1988년 3월 28일(37세) - 출생지 : 대한민국 서울특별시 - 학력 : 동덕여자대학교 방송연예과 - 활동기간: 2011년 1월 6일 ~ 2012년 5월 24일                            |
| 지율   | - 본명 : 양정윤 - 생년월일 : 1991년 7월 30일(33세) - 출생지 : 대한민국 서울특별시 - 학력 : 동덕여자대학교 방송연예과 - 활동기간 : 2011년 1월 6일 ~ 2015년 12월 9일                          |
| 조가은 | - 본명 : 조가은 (趙佳恩) - 생년월일 : 1992년 7월 28일(32세) - 출생지 : 대한민국 경상남도 창원시 마산합포구 - 학력 : 동덕여자대학교 방송연예과 - 활동기간 : 2011년 1월 6일 ~ 2015년 12월 9일 |

## 음반 목록

### 정규 앨범
| 앨범 | 앨범 정보                           | 트랙 리스트 |
| ---- | ----------------------------------- | --- |
| 1    | BANG BANG - 발매일 : 2012년 6월 6일 | - 01. ENTER Dal★shabet (Intro) - 02. 다가와 봐 (Feat. 낯선) - 03. Mr. BangBang - 04. Girls Girls Girls (With. 메이커슬) - 05. Disco Time - 06. Love Shake - 07. 니가 없이 난... - 08. Hit U (Feat. Bigtone) - 09. Supa Dupa Diva - 10. 핑크 로켓 (Pink Rocket) - 11. Many Boys - 12. 블링블링 (Bling Bling) - 13. Mirror - 14. Mr. BangBang (Inst.) |

### 미니 앨범
| 앨범 | 앨범 정보                                 | 트랙 리스트 |
| ---- | ----------------------------------------- | --- |
| 1    | Supa Dupa Diva - 발매일 : 2011년 1월 4일  | - 01. Dal★shabet (With. BIGTONE) - 02. Supa Dupa Diva - 03. 매력덩어리 - 04. Oh !!WoW!! (With. KOONTA) - 05. Supa Dupa Diva (Inst.)                                                                |
| 2    | Pink Rocket - 발매일 : 2011년 4월 14일    | - 01. Shakalaka - 02. 핑크 로켓 (Pink Rocket) - 03. 그대로 멈춰라 - 04. Rollin Fallin - 05. 핑크 로켓(Pink Rocket) (Inst.)                                                                         |
| 3    | Bling Bling - 발매일 : 2011년 8월 11일    | - 01. Beep - 02. 블링블링 (Bling Bling) - 03. Dream In U - 04. Moonlight - 05. 블링블링 (Bling Bling) (Inst.)                                                                                      |
| 4    | Hit U - 발매일 : 2012년 1월 27일          | - 01. Fire It Up - 02. Hit U (Feat.Bigtone) - 03. Chu Ma Boy - 04. Dream In U (Remix) - 05. Hit U (Remix) (Feat.Bigtone) - 06. Hit U (Inst.)                                                       |
| 5    | 있기 없기 - 발매일 : 2012년 11월 13일     | - 01. 샤르르 (For Darling) - 02. 있기 없기 - 03. 유리인형 (DON'T TOUCH) - 04. Falling In Love - 05. 있기 없기 (Eelectro Swing Remix) - 06. 있기 없기 (Inst.)                                       |
| 6    | Be Ambitious - 발매일 : 2013년 6월 20일   | - 01. Dalshabet Girls - 02. 내 다리를 봐 (Be Ambitious) - 03. Summer Break - 04. Hey Mr. Chu~♥ - 05. Let It Go - 06. 어쩜 (Narr. 안재현) - 07. 내 다리를 봐 (Inst.)                                |
| 7    | B.B.B. - 발매일 : 2014년 1월 8일          | - 01. Rewind - 02. B.B.B. (Big Baby Baby) - 03. 그냥지나가(수빈 Solo)(feat.BTOB 일훈) - 04. 너였나봐 - 05. B.B.B. (Big Baby Baby)(신사동호랭이 Remix) - 06. B.B.B. (Big Baby Baby)(inst.)          |
| 8    | Joker is Alive - 발매일 : 2015년 4월 15일 | - 01. To.Darling - 02. 홀려 - 03. JOKER - 04. I'm not - 05. OK Boy - 06. JOKER (Inst.) |
| 9    | Naturalness - 발매일 : 2016년 1월 5일     | - 01. 지긋이 - 02. 너 같은 - 03. 머리부터 발끝까지 (수빈 Solo) - 04. 착한 남자 (세리 Solo) (Feat. 심스) - 05. Dreams Come True (아영 Solo) - 06. 사랑한다고 해서 (우희 Solo) - 07. 너 같은 (Inst.) |
| 10   | FRI.SAT.SUN - 발매일 : 2016년 9월 29일    | - 01. 속마음 (Ya Heart) - 02. 금토일 - 03. 좋으니까 (HARD 2 LOVE) - 04. FLY BOY - 05. 썸, 뭐? |

### OST
- 2011년 6월 24일 OCN 《신의 퀴즈 2》 - 고개를 돌려요 (세리, 수빈)
- 2013년 5월 15일 SBS 《내 연애의 모든 것》 - 그건 너
- 2013년 11월 12일 SNS 드라마 《낯선 하루》 - 너의 의미(아영 - 피처링 참여)
- 2013년 11월 14일 SNS 드라마 《무한동력》 - 내일로 (우희)
- 2014년 4월 29일 MBC 《왔다! 장보리》 - 내 사랑 안녕 (우희)
- 2014년 11월 12일 KBS 《달콤한 비밀》 - 내게만 말해봐요 (수빈)
- 2018년 KBS 《파도야 파도야》 - 바람개비, 멋쟁이 아가씨 쿵짝 (아영)

## 음반 외 활동 목록

### 텔레비전
- 2011년 MBC 에브리원 《코리아나 존스》 (수빈)
- 2011년 온스타일 《가십 하우스》 (세리)
- 2011년 E채널 《포커페이스 시즌2》 (수빈)
- 2011년 JTBC 《닥터의 승부》 (지율)
- 2012년 MBC MUSIC 《뮤직 스토리지》 (수빈)
- 2013년 MBC MUSIC 《뮤직톡톡 마블링》 (수빈)
- 2013년 온게임넷 《레알 귀농스쿨》
- 2013년 올'리브 《마스터셰프 코리아 셀러브리티》 (지율)
- 2013년 tvN 《가짜를 찾아라! 눈썰미》 (수빈)
- 2014년 MBC Every 1 《나인 투 식스 2》 (수빈)
- 2014년 올'리브 《쉐어하우스》 (우희)
- 2014년 SBS FunE 《스타 뷰티쇼 SEASON4》 (세리, 아영, 지율, 가은)[17]
- 2014년 온게임넷 《왓따! 풍선껌크게불기 챔피언쉽 시즌 3》 (수빈)
- 2014년 MBC 《야구 읽어주는 남자》 (수빈 - MC 합류(2014년 3월 31일~))[18]
- 2014년 tvN 《곽승준의 쿨까당》(지율 - 94회, 100회)
- 2015년 MBC EVERY1 《신동엽의 총각파티》(세리, 수빈 - 9회차 방송)[19]
- 2015년 Mnet 《야만TV》(달샤벳 전원 - 15회차 방송)[20]
- 2015년 KBS2 《청춘 익스프레스》 (수빈)

### 드라마/영화
- 2011년 KBS2 《드림하이》
- 2012년 영화 《원더풀 라디오》
- 2012년 영화 《파파》 (지율)
- 2012년 단편영화 《그녀의 이야기》 (지율)
- 2013년 tvN 《PLAY GUIDE》 (지율)
- 2013년 KBS2 《광고천재 이태백》 공선혜 역 (아영)
- 2013년 SBS 《장옥정, 사랑에 살다》 명안공주 역 (아영)
- 2013년 tvN 《환상거탑 - 컴퓨터 헤드》 (지율)
- 2013년 tvN 《롤러코스터3-나는 M이다》 (세리&우희&수빈)
- 2013년 영화 《노브레싱》 세미 역 (아영)
- 2013년 SNS 드라마 《낯선 하루》 이지은 역 (아영)[21]
- 2013년 SNS 드라마 《무한동력》 한수자 역 (우희)
- 2013년 SBS 《별에서 온 그대》 (세리&수빈)
- 2013년 MBC 《미스코리아》 (아영)
- 2014년 JTBC 《12년만의 재회: 달래 된, 장국》 박무희 역 (아영)
- 2014년 MBC 《야경꾼 일지》 홍초희 역 (아영)
- 2014년 영화 《터널 3D》 혜영 역 (우희)
- 2014년 tvN 《아홉수 소년》 유혹녀 역 (수빈)
- 2014년 MBC every1 《사랑주파수 37.2》 (아영)
- 2015년 Mnet 《칠전팔기 구해라》 동기 역 (우희)
- 2015년 Mnet 《더러버》 강균성의 연인 역 (우희)[22]
- 2015년 영화 《쓰리 썸머 나잇》 (지율)

### 뮤직비디오
- 2008년 - 쥬얼리 - One More Time (비키)
- 2010년 - 태양 - I Need A Girl (수빈)
- 2010년 - 원투 - Very Good (비키 & 아영 & 지율 & 가은)
- 2011년 - 이정 - Let's Dance (우희)
- 2011년 - 포맨&미 - 그남자 그여자 (지율)
- 2013년 - 영준 - Driving Road (수빈)
- 2016년 - 전영도 - Say I Love U (아영)

### 홍보대사
- 2011년 3월 - 전국초중고축구리그 홍보대사
- 2011년 4월 - 행복나눔 N캠페인 홍보대사
- 2011년 5월 - 금연 홍보대사
- 2011년 6월 - 서울국제만화애니메이션페스티벌 홍보대사
- 2012년 7월 - 계란소비촉진 홍보대사
- 2012년 8월 - 경기기능성게임페스티벌 홍보대사
- 2013년 5월 - 밀알복지재단 홍보대사
- 2013년 10월 - 육군3사관학교 홍보대사
- 2013년 11월 - 구세군 친선대사
- 2015년 4월 - 2015 담양세계대나무박람회 홍보대사[23]
- 2016년 5월 - 나눔로또 복권홍보대사[24]

## 수상 목록

### 시상식
- 2011년 12월 15일 제19회 《대한민국문화연예대상》 아이돌 뮤직 최우수상
- 2012년 1월 11일 제26회 《골든 디스크》 신인상
- 2012년 3월 2일 《보건복지 정책홍보 유공자 시상식》 보건복지부장관 표창
- 2013년 2월 4일 《올케이팝 어워즈》 라이징 스타상
- 2016년 2월 26일 제30회 《일본 골든디스크 대상》 베스트 3 뉴 아티스트